# USS Myles C. Fox (DD-829)
USS Myles C. Fox (DD-829/DDR-829) là một tàu khu trục lớp Gearing được Hải quân Hoa Kỳ chế tạo vào giai đoạn cuối Chiến tranh Thế giới thứ hai. Nó là chiếc tàu chiến thứ hai của Hải quân Mỹ được đặt cái tên này, nhưng là chiếc duy nhất được đóng, theo tên Trung úy Thủy quân Lục chiến Myles C. Fox (1918-1942), người đã tử trận trong trận Tulagi và được truy tặng Huân chương Chữ thập Hải quân. Hoàn tất khi chiến tranh đã sắp kết thúc, nó tiếp tục phục vụ trong giai đoạn Chiến tranh Lạnh và Chiến tranh Việt Nam cho đến khi xuất biên chế năm 1979. Con tàu được chuyển cho Hy Lạp một năm sau đó để tháo dỡ làm nguồn phụ tùng cho những chiếc cùng lớp còn hoạt động.

## Thiết kế và chế tạo
Myles C. Fox được đặt lườn tại xưởng tàu của hãng Bath Iron Works Corporation ở Bath, Maine vào ngày 14 tháng 8 năm 1944. Nó được hạ thủy vào ngày 13 tháng 1 năm 1945; được đỡ đầu bởi bà James C. Fox, mẹ Trung úy Fox, và nhập biên chế tại Boston, Massachusetts vào ngày 20 tháng 3 năm 1945 dưới quyền chỉ huy của Hạm trưởng, Trung tá Hải quân John S. Fahy.

## Lịch sử hoạt động

### 1945 - 1949
Sau khi hoàn tất việc chạy thử máy tại vùng biển Caribe và huấn luyện ngoài khơi bờ biển New Jersey, Myles C. Fox khởi hành vào ngày 5 tháng 7 năm 1945 để đi sang quần đảo Hawaii khu vực Thái Bình Dương ngang qua kênh đào Panama và California, đi đến Trân Châu Cảng vào ngày 28 tháng 7. Nó rời Trân Châu Cảng vào ngày 10 tháng 8 để đi sang vùng quần đảo Marshall, nhưng nhận được tin chiến tranh đã kết thúc lúc đang trên đường đi. Sau khi ghé qua Eniwetok, nó tiếp tục hành trình đi Nhật Bản, thả neo tại vịnh Tokyo vào ngày 9 tháng 9, và bắt đầu làm nhiệm vụ hộ tống cho các tàu sân bay thuộc lực lượng chiếm đóng, cho đến khi lên đường đi Saipan vào ngày 8 tháng 1 năm 1946.
Trong khuôn khổ Chiến dịch Magic Carpet, Myles C. Fox khởi hành từ vùng quần đảo Mariana vào ngày 25 tháng 3, vận chuyển các cựu chiến binh cho hành trình hồi hương sau chiến tranh. Về đến San Diego vào ngày 11 tháng 4, nó hoạt động dọc theo vùng bờ Tây cho đến ngày 6 tháng 1 năm 1947, khi nó lên đường đi sang Viễn Đông, đi đến Yokosuka, Nhật Bản vào ngày 25 tháng 1. Trong những tháng tiếp theo nó lần lượt viếng thăm các cảng chính của Nhật Bản cùng những nhiệm vụ khác đi đến Triều Tiên, Trung Quốc, Okinawa và Hong Kong.

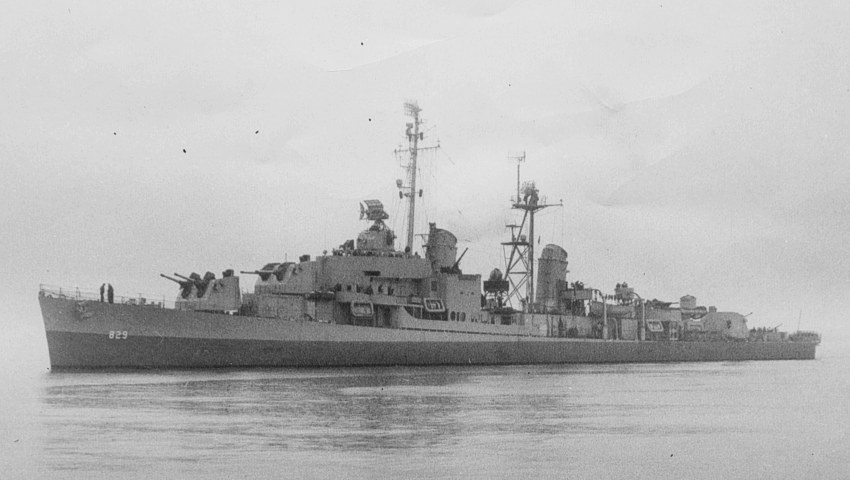
USS Myles C. Fox vào năm 1945.

Vào ngày 19 tháng 7, Myles C. Fox đã cùng tàu khu trục Hawkins (DD-873) và tàu xà lúp Anh HMS Hart (U58) phối hợp cứu vớt hành khách và thủy thủ đoàn của chiếc SS Hong Kheng, sau khi chiếc tàu chở khách bị mắc cạn tại Chilang Point trong vịnh Daya, khoảng 8 nmi (15 km) về phía Đông Bắc Hong Kong. Sáu xuồng máy (hai chiếc từ mỗi chiếc tàu chiến) cùng hai tàu nhỏ từ Hong Kong đã thực hiện 76 chuyến đi để cứu khoảng 1.800 người sống sót.
Myles C. Fox khởi hành từ Yokosuka vào ngày 23 tháng 9 và về đến San Diego vào ngày 8 tháng 10. Sau khi được đại tu cùng các hoạt động thường lệ dọc theo vùng bờ Tây, nó lại thực hiện một lượt phục vụ khác tại Viễn Đông từ ngày 2 tháng 10 đến ngày 23 tháng 12 năm 1948, chủ yếu hoạt động cùng lực lượng đặc nhiệm tàu sân bay nhanh tại vùng biển tiếp giáp Thanh Đảo, Trung Quốc. Sau khi quay trở về Hoa Kỳ, nó hoạt động từ căn cứ San Diego cho đến ngày 2 tháng 5 năm 1949, và được xếp lại lớp như một tàu khu trục cột mốc radar, và mang ký hiệu lườn mới DDR-829 từ ngày 18 tháng 3 năm 1949. Nó lên đường vào ngày 2 tháng 5, băng qua kênh đào Panama để đi sang vùng bờ Đông, và chuyển đến cảng nhà mới Newport, Rhode Island.

### 1950 - 1959
Sau khi đi đến Newport vào ngày 23 tháng 5 năm 1949, Myles C. Fox đã phục vụ tại vùng bờ biển Bắc Đại Tây Dương trong một năm trước khi khởi hành từ Norfolk vào ngày 3 tháng 5 năm 1950 để đi sang Địa Trung Hải. Lượt hoạt động cùng Đệ Lục hạm đội bao gồm các cuộc tập trận mô phỏng tấn công bằng tàu ngầm và các hoạt động chiến thuật hạm đội khác. Con tàu đã viếng thăm các cảng Pháp, Ý, Thổ Nhĩ Kỳ, Trieste, Hy Lạp và Tây Ban Nha, rồi rời Gibraltar vào ngày 1 tháng 10 và về đến Newport vào ngày 10 tháng 10.
Myles C. Fox được sửa chữa tại Xưởng hải quân New York, rồi tiếp tục huấn luyện hộ tống vận tải tại vùng biển Bermuda và thực hành chiến thuật ngoài khơi Virginia Cape cho đến ngày 20 tháng 3 năm 1951. Con tàu lên đường cùng một đội tàu sân bay để đi sang Châu Âu, đi đến Gibraltar vào ngày 6 tháng 4. Nó quay trở về sau chuyến đi Địa Trung Hải, và về đến Newport vào ngày 4 tháng 10.
Sau khi hoạt động thường lệ dọc theo vùng bờ Đông trong gần một năm, Myles C. Fox rời Newport vào ngày 26 tháng 8 năm 1952 cùng một đội đặc nhiệm tàu sân bay nhanh, được hình thành chung quanh các chiếc Midway (CVB-41) và Franklin D. Roosevelt (CVB-42). Chuyến đi đưa nó đến Greenock, Scotland, và sau đó là vùng biển Na Uy để hoạt động như một đơn vị thuộc Khối NATO. Sau đó nó tiếp tục viếng thăm các cảng tại quần đảo Anh và đi ngang qua Lisbon đến vùng biển Địa Trung Hải, nơi con tàu có một lượt phục vụ khác cùng Đệ Lục hạm đội. Nó quay trở về vào ngày 4 tháng 2 năm 1953.
Myles C. Fox rời Norfolk vào ngày 8 tháng 6, 1953 cho một chuyến đi thực tập dành cho học viên sĩ quan, bao gồm các chuyến viếng thăm thiện chí các cảng Rio de Janeiro và Cartagena, Colombia. Nó tiễn những học viên rời tàu tại Học viện Hải quân Hoa Kỳ ở Annapolis, Maryland vào ngày 5 tháng 8, rồi quay trở lại Newport. Trong hai năm tiếp theo nó hoạt động thường lệ dọc theo vùng bờ Đông và vùng biển Caribe. Nó rời vào ngày 2 tháng 5, 1955 cho một lượt phục vụ cùng Đệ Lục hạm đội tại Địa Trung Hải kéo dài trong ba tháng, rồi quay trở về Newport vào ngày 25 tháng 8.

### 1960 - 1967
Trong những năm tiếp theo, Myles C. Fox tiếp tục một nhịp điệu hoạt động tương tự, xen kẻ những hoạt động huấn luyện và đại tu thường lệ tại vùng bờ Đông và vùng biển Caribe với những lượt phục vụ cùng Đệ Lục hạm đội tại Địa Trung Hải. Cảng nhà của nó được chuyển đến Boston, Massachusetts vào năm 1964, và cùng trong năm này nó được nâng cấp trong khuôn khổ Chương trình Hồi sinh và Hiện đại hóa Hạm đội (FRAM: Fleet Rehabilitation and Modernization), nơi nó được sửa chữa và nâng cấp để kéo dài vòng đời hoạt động thêm 10 đến 20 năm, đồng thời bổ sung cảm biến và vũ khí nhằm nâng cao năng lực tác chiến chống ngầm. Nó được xếp lại lớp như một tàu khu trục và quay trở lại ký hiệu lườn cũ DD-829 vào ngày 1 tháng 4, 1964.
Sau khi hoàn thành việc nâng cấp, Myles C. Fox được phái sang Cộng hòa Dominica vào tháng 6, 1965 để hỗ trợ cho việc trấn áp một cuộc nổi dậy của phe cánh tả dưới sự hậu thuẩn của Cuba. Nó chịu đựng một vụ hỏa hoạn tại Trung tâm Vô tuyến vào ngày 1 tháng 7, và sau khi được sửa chữa tại Xưởng hải quân Boston, nó khởi hành vào ngày 9 tháng 8 cho một lượt phục vụ cùng Đệ Lục hạm đội tại Địa Trung Hải. Đến ngày 6 tháng 3, 1966, con tàu tham gia vào Chương trình Gemini khi phục vụ như tàu thu hồi dự phòng trong chuyến bay Gemini 8 tại Đại Tây Dương. Đang khi hoạt động ngoài khơi bờ biển Châu Phi, nó đã đi đến trợ giúp cho chiếc tàu chở hàng Thụy Điển M/V Palma vốn gặp phải tai nạn hỏa hoạn; nó đã trợ giúp chữa cháy trong suốt ba ngày trước khi tàu chở dầu Caloosahatchee (AO-98) và tàu khu trục Charles P. Cecil (DD-835) đi đến để cùng trợ giúp. Hoạt động phối hợp của ba tàu hải quân Hoa Kỳ đã dập tắt được đám cháy, và Palma có thể di chuyển bằng chính động lực của mình.
Myles C. Fox thực hành huấn luyện để chuẩn nhận phục vụ của máy bay trực thăng không người lái chống tàu ngầm Gyrodyne QH-50 DASH tại khu vực Virginia Capes, rồi tiếp tục các hoạt động thường lệ tại vùng bờ Đông cho đến khi được phái sang Viễn Đông vào ngày 4 tháng 10, 1966. Đi ngang qua kênh đào Panama, Hawaii, Nhật Bản và Philippines, nó đi đến ngoài khơi bờ biển Bắc Việt Nam vào ngày 7 tháng 1, 1967. Tại vùng chiến sự trong cuộc Chiến tranh Việt Nam, nó tham gia nhiều hoạt động bắn phá bờ biển và hỗ trợ hỏa lực, cũng như phá hủy nhiều tàu bè đối phương dọc bờ biển. Nó lên đường quay trở về nhà vào ngày 20 tháng 2, đi ngang qua Ấn Độ Dương, kênh đào Suez, Địa Trung Hải và Gibraltar, hoàn tất một chuyến vòng quanh thế giới khi về đến Newport vào ngày 25 tháng 4.
Myles C. Fox tiếp tục các hoạt động thường lệ tại vùng bờ Đông và vùng biển Caribe trong phần lớn năm 1967. Nó được đại tu tại Xưởng hải quân Boston từ ngày 26 tháng 9 đến ngày 1 tháng 1, 1968, khi các thiết bị phục vụ cho QH-50 DASH được tháo dỡ do kém hiệu quả.

### 1968 - 1979
Hoàn tất việc đại tu vào tháng 1, 1968, Myles C. Fox đi đến vịnh Guantánamo, Cuba để tiến hành huấn luyện ôn tập. Sau đó nó được phái sang hoạt động tại khu vực Địa Trung Hải, và chỉ quay trở về Hoa Kỳ vào tháng 10, 1968. Con tàu tham gia vào Chương trình Apollo vào tháng 1, 1969 khi tham gia thử nghiệm việc vận chuyển module cách ly các phi hành gia từ Norfolk, Virginia; module này đã được sử dụng trong phi vụ Apollo 11, khi quay trở về sau chuyến bay lên mặt trăng vào tháng 7, 1969. Sang tháng 3, chiếc tàu khu trục được phái sang hoạt động tại khu vực Ấn Độ Dương, nơi nó viếng thăm các cảng Châu Phi, Madagascar, Ấn Độ, Pakistan và Iran. Nó quay trở về nhà vào tháng 9, 1969.
Myles C. Fox quay trở lại Cuba vào mùa Xuân năm 1970, nó hoàn tất việc huấn luyện và trở về Newport vào tháng 6. Con tàu lại lên đường tham gia cuộc Tập trận UNITAS XI tại các vùng biển Nam Mỹ, và trong gần nữa năm tiếp theo nó hoạt động huấn luyện phối hợp cùng tàu chiến thuộc hải quân các nước Venezuela, Brazil, Argentina, Uruguay, Peru và Columbia. Nó băng qua kênh đào Panama và quay trở về Newport vào tháng 12, 1970. Nó đi đến Xưởng hải quân Boston vào ngày 12 tháng 3, 1971 cho một đợt đại tu thường lệ, và sau khi hoàn tất đã lên đường đi sang vịnh Guantánamo, Cuba để huấn luyện ôn tập. Sau khi quay trở về Newport, nó lên đường vào ngày 7 tháng 1, 1972 để phục vụ tại khu vực Trung Đông, nơi nó hoạt động trong bốn tháng. Con tàu đi đến ngoài khơi bờ biển Việt Nam vào ngày 2 tháng 5, 1972, và trong hai tháng tiếp theo đã hoạt động hỗ trợ hải pháo tại bờ biển Nam Việt Nam và hỗ trợ hoạt động không kích tại Bắc Việt Nam. Nó quay trở về Newport vào ngày 14 tháng 8.
Vào tháng 6, 1973, Myles C. Fox hoàn tất việc cải biến từ sử dụng nhiên liệu dầu FO sang nhiên liệu chưng cất hải quân, và đến tháng 7 được điều sang lực lượng Hải quân Dự bị, chuyển cảng nhà đến Brooklyn, thành phố New York. Trong giai đoạn 1973-1979, nó đảm nhiệm vai trò huấn luyện cho học viên sĩ quan thuộc Hải quân Dự bị Hoa Kỳ. Vào tháng 2, 1978, nó rời Brooklyn cho một chuyến đi thực hành huấn luyện ôn tập đến Cuba, và sau khi hoàn tất vào tháng 3, nó quay trở về Brooklyn, tiếp tục đảm nhiệm những vai trò khác của Đệ Nhị hạm đội.
Myles C. Fox được cho xuất biên chế vào ngày 1 tháng 10, 1979. Nó được bán cho Hy Lạp vào năm 1980 để tháo dỡ làm nguồn phụ tùng cho các tàu khu trục còn hoạt động. Con tàu bị tháo dỡ vào năm 2003.